# Пылкий (миноносец)
«Пылкий» — русский миноносец типа «Сокол».

## История службы
Миноносец «Пылкий» заложен в рамках программы постройки миноносцев типа «Сокол» для русского флота. В 1900 — 1907 годах проходил службу на Балтийском море. 6 сентября 1907 года начался перевод «Пылкого» в Баку совместно с миноносцем «Пронзительный» для усиления Каспийской флотилии. Миноносцы прошли по Мариинской водной системе из Петербурга до Астрахани и 11 октября прибыли в Баку. В 1908 году котлы «Пылкого» переделаны под нефтяное отопление.
16 июля 1911 года миноносец «Пылкий» исключен из списков флота и переоборудован в нефтеналивную баржу-заправщик для новых дизельных канонерских лодок «Карс» и «Ардаган».

## Командиры
- хх.хх.1902 — 23.05.1905 — капитан 2-го ранга Родионов, Сергей Викторович
- 23.05.1905 — 10.04.1906 — капитан 2-го ранга Одинцов, Алексей Николаевич
- 11.09.1906 — хх.06.1907 — капитан 2-го ранга Ковалевский, Владимир Владимирович
- xx.xx.1907 — xx.xx.1908 — старший лейтенант Старк, Александр Оскарович
- 10.05.1910 — 16.07.1911 — старший лейтенант Стааль, Борис Фёдорович